# 252. Infanterie-Division (Wehrmacht)
Die 252. Infanterie-Division war ein militärischer Großverband der Wehrmacht im Deutschen Reich.

## Geschichte

### Aufstellung
Die Division wurde am 26. August 1939 als Teil der 4. Aufstellungswelle in Breslau aufgestellt. Sie umfasste Ergänzungseinheiten des Wehrkreises VIII und eine Ersatzgestellung erfolgte durch das Infanterie-Ersatz-Bataillon 461 aus Jauer.

### Westwall
Ab dem 1. September 1939 diente die Division beim Überfall auf Polen und dann im Dezember unter dem Kommando von Generalleutnant Diether von Boehm-Bezing als Teil des XXIV. Armeekorps von Generaloberst Erwin von Witzlebens 1. Armee, wo sie der Maginot-Linie in Lothringen gegenüberstand. Die 1. Armee erfuhr als Besatzung des Westwalls („Siegfried-Linie“), den sogenannten „Drole de guerre“.

### Westfeldzug
Bei Beginn des Angriffs blieb die Division in der ersten Phase des deutschen Angriffs auf die Niederlande und Frankreich in den Grenzstellungen. Erst am 14. Juni 1940 begann die 1. Armee eine Offensive im Rahmen des Fall Braun (Operation „Tiger“) und rückte nach Durchbrechen der Maginot-Linie in die Vogesen vor. Zusammen mit der 7. Armee (General der Artillerie Friedrich Dollmann) und der Panzergruppe Guderian (General der Panzertruppe Heinz Guderian) nahm die 1. Armee an der Einkesselung von 400.000 Soldaten der französischen 2. Armeegruppe in Elsaß-Lothringen teil.
Am 8. Oktober 1940 gab die Einheit ein Drittel der Division an die 134. Infanterie-Division (Stab/452, III./452, III./461, III./472, II./AR 252) ab. Die Abgaben wurden innerhalb der Division ersetzt.
In Vorbereitung des Angriffs auf die Sowjetunion wurde die 252. Infanterie-Division im Mai 1941 ins Generalgouvernement verlegt und dem Höheren Kommando z. b. V. XXXV der 4. Armee unter Generalfeldmarschall Günther von Kluge (Heeresgruppe B) unterstellt.

### Unternehmen Barbarossa
Ab dem 22. Juni 1941, dem Angriffstag des Unternehmens Barbarossa, war die Division fortan Teil der Heeresgruppe Mitte und wurde am 27. Juni 1941 dem XXXXIII. Armeekorps der 4. Armee unterstellt.
Nach Einsätzen bei Bialystok und Wjasma rückte die nun der Panzergruppe 4 unterstellte 252. Infanterie-Division im November 1941 auf Moskau vor. Das in der Schlacht um Moskau dezimierte Infanterie-Regiment 452 wurde am 11. November 1941 in das von der 28. Infanterie-Division übernommene Infanterie-Regiment 7 eingegliedert. Durch die sowjetische Gegenoffensive ab Dezember 1941 wurde die Division nach Gschatsk zurückgeworfen, wo sie Januar 1942 als Teil der 4. Panzerarmee und ab Mai 1942 als Teil der 3. Panzerarmee, IX. Armeekorps, in Stellung blieb.
Am 25. Januar 1943 wurde das Grenadier-Regiment 472 aufgelöst und die restlichen Bataillone auf die verbleibenden Regimenter verteilt. Ab Februar 1943 verlegte die gesamte 252. Infanterie-Division als Teil des IX. Armeekorps der 4. Armee (Heeresgruppe Mitte) nach Jelnja. Ab November 1943 wurde die Division der 3. Panzerarmee unterstellt und nach Orscha und dann Newel verlegt. Im Dezember 1943 wurden die Reste des Ski-Jäger-Bataillons 1 in das Divisions-Füsilier-Bataillon 252 eingegliedert.

### Umgliederung 1944
Ab dem 4. April 1944 wurde die Division neu gegliedert. Standort einer Ersatzgestellung am 8. Juni 1944 (Grenadier-Ersatz-Bataillon 7) war Schweidnitz. Das Grenadier-Regiment 472 wurde am 7. Juli 1944 neu aufgestellt. Bis August 1944 blieb die Division Teil des IX. Armeekorps der 3. Panzerarmee (Heeresgruppe Mitte). Am 18. Oktober 1944 wurden der Division das Grenadier-Regiment 1072 und das Kampf-Marsch-Bataillon 1039 eingegliedert.

### Heeresgruppe Weichsel
Ab Dezember 1944 erfolgte der Rückzug nach Polen unter Teilnahme an der Schlacht um Ostpreußen im Rahmen der Heeresgruppe Weichsel bis zur Kapitulation im Mai 1945.

### Kapitulation
Die teilweise noch auf die besetzte dänische Insel Bornholm abtransportierte Division unter Oberst i. G. von Unold geriet in der Masse bei Danzig in sowjetische Gefangenschaft. Die Teile der Division, die jedoch mit Kriegsschiffen der Kriegsmarine (darunter drei Zerstörer und der Hilfskreuzer „Hansa“) am 6. Mai 1945 nach Kopenhagen transportiert wurden, darunter das Grenadier-Regiment 7, entkamen diesem Schicksal. Das Artillerie-Regiment 252 war auf Hela zurückgeblieben, um den Abtransport der Division abzusichern.

## Gliederung
Die Division führte im Zuge ihres verlustreichen Einsatzes zahlreiche Umgliederungen, Erweiterungen und Ersatzgestellungen durch.
Zur Aufstellung
- Infanterie-Regiment 452 (am 11. November 1941 aufgelöst und durch IR 7 der umgewandelten 28. Infanterie-Division ersetzt) mit drei Bataillonen
- Infanterie-Regiment 461 mit drei Bataillonen
- Infanterie-Regiment 472 (am 25. Februar 1943 aufgelöst und am 7. Juli 1944 erneut aufgestellt) mit drei Bataillonen
- Artillerie-Regiment 252 mit vier Batterien
- Div.Einheiten 252

## Kommandeure
- Generalleutnant Diether von Boehm-Bezing (26. August 1939 bis 24. März 1942)
- Generalleutnant Hans Schaefer (25. März 1942 bis 1. Januar 1943)
- General der Infanterie Walter Melzer (1. Januar 1943 bis 12. Oktober 1944)
- Generalleutnant Paul Drekmann (12. Oktober 1944 bis 24./25. März 1945)
- Oberst i. G. Georg Sigmund von Unold (m. d. F. b.; 24./25. März 1945 bis 8. Mai 1945)[1]

## Zusammenhang mit der Weißen Rose
Hier absolvierten von August bis Ende Oktober 1942 die der Widerstandsgruppe Weiße Rose angehörenden Medizinstudenten der 2. Studentenkompanie aus München, Alexander Schmorell, Hans Scholl, Jürgen Wittenstein und Willi Graf, ihre Feldfamulatur, vermutlich bei Einheiten der Sanitätsdienste 252 (1. Sanitätskompanie 252: Stabsarzt Skeide; 2. Sanitätskompanie 252: Oberstabsarzt Dr. Marketon; 1. und 2./Krankenkraftwagenzug 252; am wahrscheinlichsten: Feldlazarett 252). Hubert Furtwängler und Willi Graf wurden zeitweilig zum Truppenverbandsplatz des Infanterie-Regiments 461 abkommandiert, Wittenstein wurde ab 7. August 1942 ins Divisionslazarett nach Wjasma überstellt, während die übrigen Studenten der 2. Kompanie als Sanitäter am Hauptverbandsplatz Plankenhorn nahe Gschatsk blieben.

## Kriegsverbrechen
Bei Rückzugsbewegungen 1942/43 war auch die 252. Division, wie von sowjetischer Seite in den Nürnberger Prozessen vorgetragen wurde, an Kriegsverbrechen beteiligt:

„...In Wjasma und Gshatsk haben der Befehlshaber der 35. Infanteriedivision, Generalmajor Merker, der Befehlshaber der 252. Infanteriedivision, Generalmajor Schaefer, und der Befehlshaber der 7. Infanteriedivision, Generalmajor Roppert, Sonderkommandos von Fackelträgern und Minenlegern gebildet, die Wohnhäuser, Schulen, Theater, Klubs, Museen, Bibliotheken, Krankenhäuser, Kirchen, Läden und Betriebe in Brand steckten und in die Luft sprengten. Sie ließen auf ihrem Rückzug nur Schutt und Asche zurück.“